# سايمدانغ، مذكرة الضوء
سايمدانغ، مذكرة الضوء (هانغل:사임당, 빛의 일기)؛ هو مسلسل تلفزيوني كوري جنوبي، عن فنانة وخطاطة من عصر جوسون عاشت في أوائل القرن السادس عشر، تم بثه على SBS كل أربعاء والخميس، اعتبارًا من 26 يناير 2017.

## القصة
قصة الفنانة العبقرية والشاعرة Shin Saimdang في عصر جوسون وحياة حُبّها المأسوية. Lee Young Ae ستلعب دورين، الشخصية الأولى لِــ مُحاضِرة فن تاريخي في الجامعة والدور الثاني هو لِــ Shin Saimdang. والقصة ستتحرك ذهاباً وإياباً بين الماضي والحاضر حيث تُحاول المُحاضِرة إكتشاف اللغز وراء مُذكرات Saimdang ولوحتها الغامضة. Song Seung Hun سيقوم بدور Lee Gyeom ، فهو يملك شخصية ذات روح حُرّة ومُنطلِقة لكنّـه مخنوق من قِبل خَــدَم عمّـته المُزعجين ذوي التعامل الرسمي. ومَن تـمّ سيلتقي بــ (Lee Young Ae) ويبدأ في مُساعدتها لمعرفة المزيد عن Saimdang. أمّــا Oh Yoon Ah فستلعب دور أكبر عدّوة وُمنافِسة للبطلة Lee Young Ae. فبعد أن رأت سوء حظ ودمار Saimdang ، ستُصبح غير قادِرة على تجاوز مُــنافِــستها العبقرية. إنّها أيضاً تؤوي غضينة تجاه البطل Lee Kyum بعد أن رفضها، ولقد كانت تُحبّه سابقاً. فهي من خلفية مُتواضعة وستُواجه حياة مليئة بالتقلّبات ثُــمّ تنجح وتُصبح زوجة مُحترمة بعد أن محَت ماضيها الوضيع.

## طاقم
- لي يونغ أي بدور شين سايمدانج
- سونغ سيونغ هون بدور لي جيوم
- أوه يون آه بدور وييوم دانغ تشوي
- تشوي تسول هو بدور مين شي هيونغ
- تشوي جونج هوان بدور الملك جونج جونغ

## الاستقبال
قبل بثه، حظي المسلسل باهتمام كبير نظرًا لكونه عودة لـ لي يونغ أي، الذي كان آخر ظهور لها على الشاشة قبل 14 عامًا في الدراما الآسيوية الناجحة جوهرة القصر (2003). وبفضل ميزانية قدرها 22.5 مليار وون (20 مليون دولار)، تم بيع الحقوق المسلسل لشركة صينية مقرها هونج كونج مقابل 267000 دولار لكل حلقة، متجاوزة الرقم القياسي السابق الذي حققته الدراما الناجحة عام 2016 أحفاد الشمس. بيعت حقوق المسلسل أيضًا إلى نتفليكس الأمريكية مقابل 20 ألف دولار لكل حلقة، ولليابان مقابل 90 ألف دولار لكل حلقة.
على الرغم من الضجة والدعاية الواسعة والميزانية الضخمة، فشلت الدراما في جذب المشاهدين وتجاوزتها المسلسلات المنافسة التي تبث في نفس الفترة الزمنية, أعتبر هبوطها هو افتقارها إلى عناصر جديدة، والحبكة البطيئة، والقصة لغير المنطقية كأسباب لفشلها، بالإضافة إلى ذلك، وجهت انتقادات من قبل المشاهدين لكل من لي يونغ أي وبارك هاي سوو بسبب أدائهما التمثيلي.
تم تقليص المسلسل في النهاية بواقع حلقتين بسبب انخفاض تقييماته.
ومع ذلك، تمكنت السلسلة من تحقيق أرباح صافية بفضل الأداء القوي في الخارج، وفقًا لشركة الإنتاج الخاصة بها فقد ربحت 17 مليار وون (15 مليون دولار أمريكي) من خلال توزيعها لي سبع دول ، بما في ذلك الصين واليابان وتايوان، المسلسل هو البرنامج الأكثر مشاهدة على GTV في تايوان، وحافظت أيضًا على المرتبة الأولى، ومركزان على منصات مختلفة في هونغ كونغ واليابان وسنغافورة وماليزيا.

## المشاهدات
| الحلقة | تاريخ البث              | تقييمات TNmS       | تقييمات TNmS      | تقييمات AGB Nielsen. | تقييمات AGB Nielsen. |
| الحلقة | تاريخ البث              | على الصعيد الوطني  | سيول              | على الصعيد الوطني    | سيول                 |
| ------ | ----------------------- | ------------------ | ----------------- | -------------------- | -------------------- |
| 1      | 26 من كانون الثاني 2017 | 13.9٪ (الرابع)     | 16.0٪ (الثالث)    | 16.3٪ (الرابع)       | 16.6٪ (الثالث)       |
| 2      | 26 من كانون الثاني 2017 | 11.8٪ (السابع)     | 13.4٪ (الخامس)    | 15.6٪ (الخامس)       | 16.6٪ (الثالث)       |
| 3      | 1 فبراير 2017           | 10.6٪ (العاشر)     | 12.2٪ (الخامس)    | 13.0٪ (الرابع)       | 13.5٪ (الرابع)       |
| 4      | 2 فبراير 2017           | 10.2٪ (الحادي عشر) | 11.5٪ (السادس)    | 12.3٪ (الخامس)       | 12.6٪ (الخامس)       |
| 5      | 8 فبراير 2017           | 8.6٪ (15)          | 9.9٪ (السادس)     | 10.7٪ (السادس)       | 11.0٪ (الخامس)       |
| 6      | 9 فبراير 2017           | 8.7٪ (13)          | 10.3٪ (السابع)    | 12.0٪ (السابع)       | 12.5٪ (الخامس)       |
| 7      | 15 فبراير 2017          | 7.0٪ (17)          | 8.7٪ (الثاني عشر) | 9.7٪ (التاسع)        | 10.2٪ (الخامس)       |
| 8      | 16 فبراير 2017          | 7.8٪ (16)          | 9.0٪ (الرابع عشر) | 10.3٪ (التاسع)       | 10.9٪ (السادس)       |
| 9      | 22 فبراير 2017          | 7.6٪ (16)          | 8.6٪ (التاسع)     | 9.8٪ (الثامن)        | 10.4٪ (الخامس)       |
| 10     | 23 فبراير 2017          | 8.3٪ (13)          | 9.9٪ (السابع)     | 10.1٪ (العاشر)       | 10.7٪ (السادس)       |
| 11     | 1 مارس 2017             | 7.7٪ (16)          | 9.1٪ (الثامن)     | 9.6٪ (التاسع)        | 9.7٪ (الثامن)        |
| 12     | 2 مارس 2017             | 8.4٪ (17)          | 9.4٪ (الثامن)     | 10.3٪ (الثامن)       | 10.3٪ (السادس)       |
| 13     | 8 مارس 2017             | 7.8٪ (الثالث عشر)  | 8.7٪ (التاسع)     | 10.3٪ (الثامن)       | 10.3٪ (السادس)       |
| 14     | 9 مارس 2017             | 8.4٪ (الثاني عشر)  | 9.1٪ (الثامن)     | 10.5٪ (الثامن)       | 10.7٪ (السابع)       |
| 15     | 15 مارس 2017            | 8.4٪ (الثالث عشر)  | 9.0٪ (الثامن)     | 10.4٪ (السابع)       | 10.8٪ (الخامس)       |
| 16     | 16 مارس 2017            | 9.3٪ (الحادي عشر)  | 10.5٪ (السادس)    | 10.2٪ (التاسع)       | 10.2٪ (السابع)       |
| 17     | 22 مارس 2017            | 8.3٪ (16)          | 9.0٪ (العاشر)     | 9.4٪ (الثامن)        | 9.1٪ (السادس)        |
| 18     | 23 مارس 2017            | 9.0٪ (العاشر)      | 10.4٪ (الخامس)    | 10.0٪ (السابع)       | 9.9٪ (السابع)        |
| 19     | 29 مارس 2017            | 8.1٪ (17)          | 9.7٪ (الثامن)     | 9.0٪ (التاسع)        | 9.3٪ (السابع)        |
| 20     | 30 مارس 2017            | 8.2٪ (17)          | 9.4٪ (التاسع)     | 9.3٪ (التاسع)        | 9.3٪ (8)             |
| 21     | 5 أبريل 2017            | 8.6٪ (16)          | 10.0٪ (السابع)    | 9.4٪ (التاسع)        | 8.8٪ (العاشر)        |
| 22     | 6 أبريل 2017            | 8.7٪ (15)          | 9.3٪ (الحادي عشر) | 9.6٪ (التاسع)        | 9.3٪ (8)             |
| 23     | 12 أبريل 2017           | 7.4٪ (التاسع عشر)  | 8.4٪ (الثاني عشر) | 8.5٪ (الحادي عشر)    | 8.4٪ (العاشر)        |
| 24     | 19 أبريل 2017           | 6.0٪ (NR)          | 6.2٪ (NR)         | 6.1٪ (العشرون)       | 5.9٪ (NR)            |
| 25     | 20 أبريل 2017           | 7.2٪ (الثامن عشر)  | 7.9٪ (18)         | 8.3٪ (الثاني عشر)    | 8.8٪ (الحادي عشر)    |
| 26     | 26 أبريل 2017           | 6.4٪ (NR)          | 6.9٪ (18)         | 7.8٪ (الحادي عشر)    | 7.7٪ (الحادي عشر)    |
| 27     | 27 أبريل 2017           | 7.4٪ (16)          | 7.8٪ (15)         | 8.4٪ (العاشر)        | 8.5٪ (التاسع)        |
| 28     | 4 مايو 2017             | 6.8٪ (18)          | 7.5٪ (الثاني عشر) | 8.2٪ (التاسع)        | 8.8٪ (السابع)        |
| معدل   | معدل                    | 8.5٪               | 9.6٪              | 10.2٪                | 10.4٪                |

## الجوائز والترشيحات
| عام  | جائزة                   | الفئة                                                 | مرشح            | نتيجة |
| ---- | ----------------------- | ----------------------------------------------------- | --------------- | ----- |
| 2017 | 25 جوائز اس بي اس دراما | جائزة التميز الأعلى، ممثل في دراما الأربعاء - الخميس  | سونغ سيونغ هيون | رشح   |
| 2017 | 25 جوائز اس بي اس دراما | جائزة التميز الأعلى، ممثلة في دراما الأربعاء - الخميس | لي يونغ أي      | رشح   |
| 2017 | 25 جوائز اس بي اس دراما | جائزة التميز ممثلة في دراما الأربعاء - الخميس         | أوه يون آه      | رشح   |

## الإنتاج
تمت القراءة الأولى للسيناريو في 4 أغسطس 2015 في مركز إنتاج SBS Ilsan في تانهيون كوريا الجنوبية.
بدء التصوير في 10 أغسطس 2015 وانتهى في 4 يونيو 2016. كان من المقرر أصلاً أن يتم بثه في وقت واحد في كوريا الجنوبية والصين في النصف الأخير من عام 2016. ولكن تم تأجيله إلى يناير 2017 بسبب مشاكل سياسية بين البلدين في تلك الفترة.
وفقًا للكاتب بارك ايون يونغ، فإن الدراما مستوحاة من كتاب مذكرات السيدة جو من بونغيانغ في مملكة جوسون
تم الإعلان عن الدراما لأول مرة في مارس 2015 مع تمثيل لي يونغ أي في الدور الرئيسي للمسلسل بمناسبة عودتها إلى التمثيل بعد توقف دام 10 سنوات، وأول دور تلفزيوني لها منذ عام 2003. اختير الممثل سونغ سيونغ هون لدور البطل الرئيسي لدراما في يوليو 2015.

## البث الدولي
وبحسب ما ورد تم شراء حقوق توزيع الدراما من قبل شركات في الصين وهونج كونج واليابان وسنغافورة وماليزيا وإندونيسيا وتايلاند. وإيران.
في لوس أنجلوس DMA ، الولايات المتحدة، تُبث الدراما كل أربعاء وخميس مع ترجمة باللغة الإنجليزية، مجانًا على الهواء على القناة الآسيوية الأمريكية، LA18 (القناة 18) من فبراير 2017 إلى مايو 2017.
في الفلبين، سيتم بثه في شبكة GMA في 9 أغسطس 2017 ، تحت عنوان سايمدانج: رفقاء الروح"لتحل محل المتهم الأبريء .
في تايلاند، يتم بثه على 13 Family وهي قناة شقيقة لي قناة Channel 3's ابتداءً من 17 أغسطس 2017 من الاثنين إلى الخميس الساعة 19:00 (ICT)
في ميانمار، الدراما متاحة للبث على إنفليكسيماب مع ترجمة بورمية.
في إيران، ستكون الدراما متاحة للبث من 25 يناير 2018 على قناة TVA بالدبلجة الفارسية.

## روابط خارجية
سايمدانغ، مذكرة الضوء على موقع IMDb (الإنجليزية)
- سايمدانغ، مذكرة الضوء على موقع نتفليكس (الإنجليزية)
- سايمدانغ، مذكرة الضوء على موقع كينوبويسك (الروسية)
- سايمدانغ، مذكرة الضوء على موقع قاعدة بيانات الفيلم (الإنجليزية)